# Bruno Boscherie
Bruno Boscherie (Carpentras, 22 de febrero de 1951) es un deportista francés que compitió en esgrima, especialista en la modalidad de florete.
Participó en los Juegos Olímpicos de Moscú 1980, obteniendo una medalla de oro en la prueba por equipos. Ganó dos medallas en el Campeonato Mundial de Esgrima en los años 1971 y 1978.

## Palmarés internacional
| Juegos Olímpicos   | Juegos Olímpicos | Juegos Olímpicos | Juegos Olímpicos    |
| Año                | Lugar            | Medalla          | Prueba              |
| ------------------ | ---------------- | ---------------- | ------------------- |
| 1980               | Moscú (URSS)     | Medalla de oro   | Florete por equipos |
| Campeonato Mundial |                  |                  |                     |
| Año                | Lugar            | Medalla          | Prueba              |
| 1971               | Viena (Austria)  | Medalla de oro   | Florete por equipos |
| 1978               | Hamburgo (RFA)   | Medalla de plata | Florete por equipos |